# Ishihara Yujiro Award
L'Ishihara Yujiro Award è un premio cinematografico intitolato all'attore e cantante giapponese Ishihara Yujiro. Viene assegnato dal quotidiano sportivo giapponese Nikkan Sports durante i Nikkan Sports Film Awards.